# Linn Valley (Kansas)
Pour les articles homonymes, voir Linn Valley.
Linn Valley est une ville américaine située dans le comté de Linn, au Kansas. Selon le recensement de 2010, sa population est de 804 habitants.